# بويان مادزوفسكي
بويان مادزوفسكي مواليد 8 مايو 1994 في سكوبيه، جمهورية مقدونيا، هو لاعب كرة يد مقدوني يلعب كجناح أيسر. مثل منتخب مقدونيا لكرة اليد.

## روابط خارجية
- بويان مادزوفسكي على موقع الاتحاد الأوروبي لكرة اليد (الإنجليزية)